# Акумулација (стилска фигура)
Акумулација или кумулација (лат. accumulatio - нагомилавање) стилска је фигура која означава гомилање појмова сличног значења или појмова који су међусобно у конотативном односу ради развијања мисли или емоције о којој се говори. Веза између нагомиланих језичких елемената може бити двојака - асиндетска или полисиндетска.
Користи се и термин конгерис (лат. congeries). Припада фигурама конструкције.

## Употреба
Сврха акумулације није толико у опису као што је то у перифрази, већ да, као и понављање, појача емотивни набој исказа.
Може бити у служби апозиције.

## Акумулација као принцип конструкције уметничког дела
Набоков је насловио једно своје дело Набоковљеви конгериси (1968), касније преименовано у Портабл Набоков (1971) у којем је заједно објавио нека своја дела и одломке из својих дела. Конгерис у наслову означава скупину, гомилу Набоковљевих најбољих дела по његовом мишљењу.
Амерички уметник Арман искористио је акумулацију као творбени принцип неких својих дела (Акумулација сликарских туба у плексигласу, Музичка акумулација).

## Примери

### Асиндетска акумулација
| „                                        | Пођем, клецнем, идем, застајавам, Шеталицу сату задржавам; (...) | ” |
| — Јован Јовановић Змај, Ђулићи увеоци IV |                                                                  |   |

| „                              | У Делили се тако кренула, срамота, понос, гроза, љубав, страх (...) | ” |
| — Лаза Костић, Самсон и Делила |                                                                     |   |

| „                               | ...јер све је добро и честито било смех, сузе, жеље, наде, уздисаји (...) | ” |
| — Милан Ракић, Опроштајна песма |                                                                           |   |

### Полисиндетска акумулација
| „                      | Ни седоше, ни се одморише, Ни легоше, ни санка имаше (...) | ” |
| — српска народна песма |                                                            |   |

| „                                 | И свет је тешка, страшна лудница, И болница, и тамница за робље, И тужно, вечно, прекопано гробље (...) | ” |
| — Сима Пандуровић, Сумрачне тежње | |   |

| „                               | Требало се држати право на коњу, не гледати ни лево ни десно, ни сувише високо а ни коњу међу уши, ни расејано ни забринуто, ни насмејано, ни мрко, него озбиљно и пажљиво а мирно (...) | ” |
| — Иво Андрић, Травничка хроника | |   |

## Сличне стилске фигуре
- Амплификација
- Асиндетон
- Енумерација
- Понављање
- Полисиндетон
- Синатрезам
- Таутологија